# Санта Крус (департамент)
Вижте пояснителната страница за други значения на Санта Крус.
Са̀нта Крус (на испански: Santa Cruz) е департамент в Боливия. Негов главен град е Санта Крус де ла Сиера. Населението на Санта Крус е 3 224 662 души (по изчисления за юли 2018 г.).
Департаментът заема голяма част от източна Боливия, като включва обширни тропически гори, простиращи се от Андите до границата с Бразилия. Основен икономически сектор е селското стопанство (захар, соя, памук и ориз). В близките години са разкрити находища на природен газ и са разработени планове за развитие на газова индустрия в региона.
Санта Крус се дели на 15 провинции.